# Ленино (Калинковичский район)
Ленино (бел. Леніна) — посёлок в Юровичском сельсовете Калинковичского района Гомельской области Беларуси.

## География

### Расположение
В 37 км на юго-восток от районного центра и железнодорожной станции Калинковичи (на линии Гомель — Лунинец), 158 км от Гомеля.

### Гидрография
На востоке мелиоративные каналы.

## Транспортная сеть
Транспортные связи по просёлочной, затем автомобильной дороге Гомель — Лунинец. Планировка состоит из длинной прямолинейной меридиональной улицы, застроенной двусторонне деревянными крестьянскими усадьбами.

## История
Основан в начале 1920-х годов переселенцами из соседних деревень на бывших помещичьих землях. В 1930 году организован колхоз имени В. И. Ленина, работала кузница. В 1966 году к поселку присоединена деревня Большие Водовичи (в 1959 году 83 жителя). В составе колхоза «50 лет БССР» (центр — деревня Берёзовка).
До 28 ноября 2013 года входил в Берёзовский сельсовет. После упразднения сельсовета присоединён к Юровичскому сельсовету.

## Население
- 1959 год — 181 житель (согласно переписи).
- 2004 год — 33 хозяйства, 61 житель.